# فارمینگتون (پنسیلوانیا)
فارمینگتون (به انگلیسی: Farmington) یک منطقهٔ مسکونی در ایالات متحده آمریکا است که در شهرستان فایت، پنسیلوانیا واقع شده‌است. فارمینگتون ۶٫۷ کیلومتر مربع مساحت و ۷۶۷ نفر جمعیت دارد و ۵۵۸٫۱ متر بالاتر از سطح دریا واقع شده‌است.